# سالتبرن (فیلم)
سالتبرن (انگلیسی: Saltburn) فیلم درام روان‌شناختی کمدی سیاه محصول ۲۰۲۳ به نویسندگی، کارگردانی و تهیهٔ امرالد فنل است. داستان فیلم در میانهٔ دههٔ ۲۰۰۰ انگلستان جریان دارد و به دانشجوی جوانی (بری کیوگن) می‌پردازد که شیفتهٔ همکلاسی ثروتمندش (جیکوب الوردی) می‌شود که او را به گذراندن تابستان در املاک خانوادگی عجیب و غریبش دعوت کرده‌است. دیگر بازیگران شامل رزمند پایک، ریچارد ئی. گرانت، آلیسون الیور، آرچی مدکوی و کری مولیگان می‌شوند.
مراسم افتتاحیهٔ جهانی سالتبرن در ۳۱ اوت ۲۰۲۳ در جشنوارهٔ فیلم تلیوراید برگزار شد. این فیلم در ۱۷ نوامبر ۲۰۲۳ در بریتانیا منتشر شد و همان روز در ایالات متحده اکران سینمایی محدودی داشت. انتشار گسترده این فیلم در ۲۲ نوامبر آغاز شد. سالتبرن نقدهای عموماً مثبتی از سوی منتقدان دریافت کرد و کیوگن و پایک در مراسم گلدن گلوب نامزد جایزه شدند.

## داستان
در سال ۲۰۰۶، الیور کوئیک، دانشجوی بورس تحصیلی، به دانشگاه آکسفورد می‌رود و به‌دلیل خامی در مقابل آداب طبقه مرفهٔ جامعه، در تلاش برای وفق دادن خود با شرایط آن‌هاست. او با فیلکس کتن، دانش‌آموزی مرفه و محبوب دوست می‌شود که با داستان‌های الیور در مورد سوء مصرف مواد و مشکلات روانی والدینش همدلی می‌کند. وقتی الیور از مرگ ناگهانی پدرش مضطرب می‌شود، فلیکس به او دلداری می‌دهد و از او دعوت می‌کند تابستان سال ۲۰۰۷ را در املاک خانواده‌اش، یعنی سالتبرن، بگذراند.
در سالتبرن، الیور با والدین فیلکس سر جیمز و لیدی الزبث، خواهرش ونیشیا و پسر عمهٔ آمریکایی‌اش فارلی آشنا می‌شود. او به سرعت اعتماد خانواده فیلکس را جلب و علاقأ او نسبت به فیلکس بیشتر می‌شود. یک شب، او فیلکس را در حال خودارضایی در وان حمام تماشا می‌کند و پس از آن با شهوت از وان آب می‌نوشد. او ونیشیا را اغوا می‌کند و با او آمیزش جنسی دهانی انجام می‌دهد. فارلی شاهد این موضوع است و به فلیکس اطلاع می‌دهد. الیور ادعا می‌کند که هیچ اتفاقی نیفتاده است و فارلی گزافه‌گویی کرده‌است. یک شب، الیور فارلی را مورد آزار و اذیت قرار می‌دهد و او را تهدید می‌کند. جیمز پس از دریافت گزارشی از ساتبیز مبنی بر اینکه او قصد دارد اشیای قیمتی مجموعه جیمز را بفروشد، فارلی را از خانه بیرون می‌کند.
با پایان یافتن تابستان، الزبث و جیمز برای تولد الیور یک مهمانی برنامه‌ریزی می‌کنند. فیلکس الیور را با سفری برای دیدن مادر غریبه‌اش غافلگیر می‌کند. الیور وحشت می‌کند و با رسیدن به خانه خانواده در پرسکوت، فیلکس متوجه می‌شود که الیور در مورد تربیت خود دروغ گفته‌است. پدر الیور هنوز زنده است، هیچ‌یک از والدین او قربانی سوء مصرف مواد نیستند و آنها در یک حومه شهر با وضع خوب زندگی می‌کنند. فیلکس که از فریب الیور وحشت زده شده به او دستور می‌دهد که بعد از مهمانی آنجا را ترک کند. در طول جشن‌ها، الیور برای فیلکس عشق‌ورزی می‌کند. فیلکس به نوبه خود از اعمال الیور ابراز ناراحتی و سردرگمی می‌کند و او را طرد می‌کند.
صبح روز بعد، فیلکس مرده در هزارتوی گیاهی سالتبرن پیدا می‌شود. الیور اشاره می‌کند که مصرف مواد مخدر فارلی با مرگ فیلکس ارتباط دارد و جیمز فارلی را از بازگشت به سالتبرن منع می‌کند و تمام حمایت‌های مالی از او را قطع می‌کند. پس از تشییع جنازه فیلکس، الزبث اصرار دارد که الیور در سالتبرن بماند. الیور برای فلیکس سوگواری می‌کند و قبر او را از لحاظ جنسی می‌چرخاند. در آن شب، ونیشیا الیور را متهم به متلاشی کردن خانواده‌اش می‌کند. الیور سعی می‌کند او را اغوا کند، اما ونیشیا او را رد می‌کند، زیرا نسبت به جعل هویت فزاینده‌اش از فیلکس ناراحت است. روز بعد، ونیشیای مرده را در حالی که مچ دست‌هایش را در وان بریده بود، پیدا می‌کنند. جیمز از حضور مستمر الیور در سالتبرن و نزدیکی الزبث به او سرخورده است، و به او رشوه می‌دهد تا آنجا را ترک کند.
سال‌ها بعد، الیور خبر مرگ جیمز را در روزنامه می‌خواند. او یک برخورد تصادفی با الزبث در یک کافه دارد و الزبث از دیدن او خوشحال می‌شود و اصرار می‌کند که با او به سالتبرن بازگردد. الزبث پس از گذراندن چندین ماه با الیور به شدت بیمار می‌شود. الیور در بستر مرگ الزبث فاش می‌کند که او مسئول وقایع غم‌انگیز سالتبرن بوده‌است. او در آکسفورد ترتیب ملاقاتی با فیلکس داده بود و پس از طرد شدنش در هزارتوی گیاهی، او را با مسموم کردن نوشیدنی‌اش به قتل رساند. او تیغ‌هایی را در نزدیکی حمام ونیشیا قرار داد و ایمیلی را ساخت که منجر به اخراج فارلی از املاک شد. او رویارویی خود با الزبث را در کافه برنامه‌ریزی کرد، و الزبث در آن‌جا سپس تمام دارایی‌های مالی خود شامل سالتبرن را به الیور واگذار کرده بود. الیور با برداشتن دستگاه تنفس مصنوعی الزبث، او را می‌کشد. او که اکنون مالکیت سالتبرن و ثروت خانوادهٔ کتن را به عهده گرفته‌است، برهنه در اطراف عمارت با ترانهٔ «قتل در سکوی رقص» می‌رقصد.

## بازیگران
- بری کیوگن در نقش الیور کوئیک
- جیکوب الوردی در نقش فیلکس کتن
- رزمند پایک در نقش لیدی الزبث کتن
- ریچارد ئی. گرانت در نقش سر جیمز کتن
- آلیسون الیور در نقش ونیشیا کتن
- آرچی مدکوی در نقش فارلی استارت
- کری مولیگان در نقش پاملا
- پال ریس در نقش دانکن
- ایوان میچل در نقش مایکل گیوی
- لولی آدفوپ در نقش لیدی دافنه
- سیدی سوورال در نقش آنابل
- میلی کنت در نقش ایندیا
- ریس شیراسمیت در نقش پروفسور ور
- دوروتی اتکینسون در نقش پائولا کوئیک
- جاشوآ مک‌گوایر در نقش هنری

## تولید

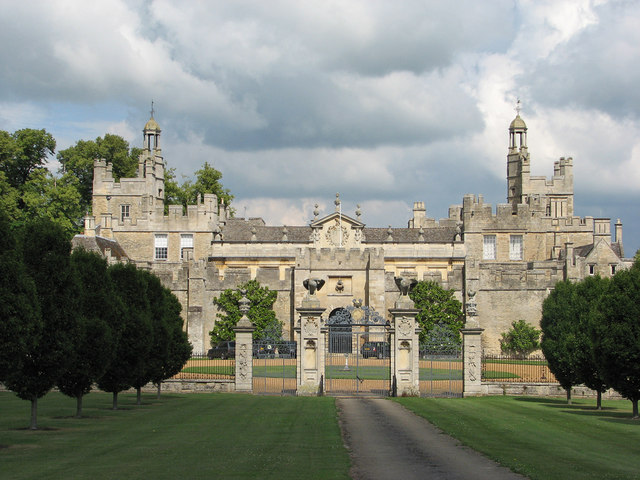
کاخ درایتون، جبهه جنوب شرقی با دروازه‌ها.

سالتبرن پس از زن جوان آتیه‌دار (۲۰۲۰) دومین فیلمی است که امرالد فنل کارگردانی کرده‌است. تا ژانویه ۲۰۲۲، شرکت لاکی‌چاپ انترتینمنت متعلق به مارگو رابی در حال مذاکره برای تولید آن بود. در مهٔ ۲۰۲۲، جوزی مک‌نامارا، تام آکرلی و رابی در مقام تهیه‌کنندگان فیلم تأیید شدند و رزمند پایک، جیکوب الوردی و بری کیوگن به بازیگران پیوستند. در دسامبر اعلام شد که کری مولیگان (ستارهٔ زن جوان آتیه‌دار) نیز بخشی از گروه بازیگران است.
فیلم‌برداری در ۱۶ ژوئیهٔ ۲۰۲۲ آغاز شد. لینوس ساندگرن به‌عنوان فیلم‌بردار پروژه انتخاب شد. کاخ درایتون در نورث‌همپتون‌شر یکی از مکان‌های فیلمبرداری بود.

## انتشار
افتتاحیهٔ جهانی سالتبرن در ۳۱ اوت ۲۰۲۳ در پنجاهمین جشنوارهٔ فیلم تلیوراید برگزار شد. همچنین در ۴ اکتبر به‌عنوان فیلم افتتاحیه در شصت و هفتمین جشنواره فیلم لندن حضور داشت. این فیلم در ۱۷ نوامبر ۲۰۲۳ اکران سینمایی محدودی در ایالات متحده داشت و اکران گسترده‌اش را در ۲۲ نوامبر به‌وسیلهٔ مترو گلدوین مایر آغاز کرد. برادران وارنر پیکچرز اکران بین‌المللی فیلم را به عهده داشت و ۱۷ نوامبر تاریخ انتشار آن در بریتانیا بود.

## بازخورد

### گیشه
تا ۲۵ دسامبر ۲۰۲۳، سالتبرن ۱۱ میلیون دلار در ایالات متحده و کانادا و نیز ۸٫۱ میلیون دلار در سایر کشورها فروش داشته‌است که فروش جهانی آن در کل به ۱۹٫۱ میلیون دلار رسیده‌است.
در آخر هفته افتتاحیه محدود، سالتبرن از هفت سینما ۳۲۲٫۶۵۱ دلار به دست آورد. این فیلم که چهارشنبهٔ بعد به ۱۵۶۶ سینما رسید، در اولین روز اکران گسترده خود ۶۸۴٫۰۰۰ دلار و در روز شکرگزاری ۳۰۱٫۰۰۰ دلار فروخت. در آخر هفته، این فیلم فروش ۱٫۸ میلیون دلاری داشت (در مجموع ۲٫۹ میلیون دلار در نمایش پنج‌روزه) و در رده نهم جدول قرار گرفت.

### واکنش انتقادی
در وبگاه جمع‌آوری نقد راتن تومیتوز، ٪۷۲ از ۲۴۵ بررسی منتقدان مثبت است و میانگینِ امتیاز آن ۶٫۹/۱۰ است. اجماع این وبگاه چنین می‌نویسد: «سالتبرن با روکش آب‌نباتی و قاطع امرالد فنل، ضربهٔ روحی فاسد به عقلانیتی است که برای اکثر افراد نیروبخش خواهد بود.» این فیلم در متاکریتیک که از میانگین وزنی استفاده می‌کند، بر اساس نظر ۵۳ منتقدین امتیاز ۶۱ از ۱۰۰ را کسب کرده که نشان‌گر «نقدهای عموماً مطلوب» است. تماشاگرانی که توسط سرویس سینماسکور مورد بررسی قرار گرفتند به این فیلم نمره «B−» در مقیاس A+ تا F دادند، و آن‌هایی که توسط پست‌ترک نظرسنجی شدند نمره کلی ۷۵ درصد مثبت را به آن دادند و ۴۲ درصد از آن‌ها گفتند که قطعاً این فیلم را توصیه می‌کنند.